# NGC 5803
NGC 5803 é uma galáxia elíptica (E-S0) localizada na direcção da constelação de Libra. Possui uma declinação de -13° 53' 38" e uma ascensão recta de 15 horas, 00 minutos e 34,4 segundos.
A galáxia NGC 5803 foi descoberta em 1886 por Frank Leavenworth.